# Ruben III av Armenien
Ruben III av Armenien, död 1187, var regerande furste av Armenien 1175-1187. 